# ラリー・モンゴリア
ラリー・モンゴリア（Rally Mongolia）は、日本に本拠地のある団体が主催しモンゴル国内でおこなわれる、二輪・四輪自動車を使用するラリー競技会である。
2002年まではラリーレイド・モンゴル（Rally Raid Mongol）という名称で開催されていた。

## 概要
愛媛県松山市に拠点を置くモータースポーツ競技団体エスエスイーアール・オーガニゼーション（SSER、代表：山田徹）が主催する、クロスカントリーレイド（CCR）である。1995年から2002年まで計8回開催された後に一時開催休止となっていたが、2008年より現在の名称でイベントを再開した。
日本人が主催する唯一の国際ラリーということで注目を集めた。競技としては、SS（エスエス）と呼ばれる競技区間での所要時間の合計の最短で順位を決めるものである。

### ルートとコース
ラリールートは、基本的にモンゴル国の首都ウランバートルをスタートし、8日から10日間でモンゴル国内を4000km～5000kmにわたって走破し、ウランバートルに戻ってくる設定となる。開催時期は、気候の温暖な7月から8月におこなわれる。草原・砂漠・山岳地帯を走破し、モンゴル中部・北部の草原地帯や、ゴビ砂漠などの砂漠・土漠地帯、モンゴル西部のハンガイ山脈やアルタイ山脈などの山岳地帯を織り交ぜながらルート設定される。日本の著名な四輪ドライバーに「モンゴルには世界の全ての道がある！」と言わしめる所以である。
また、標高の変化が著しいのも特徴で、南部のゴビ砂漠での標高800m程度から山岳地帯では3000mを超える標高に至ることもあり、参加車両のセッティングに影響を及ぼすことが多い。加えて気温の変動も著しく、ゴビ砂漠では50℃近くになることもあれば、山岳地帯では朝晩は10℃近くまで低下することもしばしばである。
基本的なルート設定は、スタート地点とゴール地点が異なるように配されるが、ラリーのオペレーションをしやすくするために、スタート地点とゴール地点を同一にするループ・コースとすることも多い。おおむね一大会に1日から2日はループ・コースが設定される。負傷者発生時の搬送やリタイア車両の大量発生、行方不明者の捜索、天候の急変などによるラリー後方支援部隊の混乱を吸収することが主な目的である。
一日のルートは通称ETAP（エタップ）と呼ばれ、「ETAP-1」・「ETAP-2」のように表す。また、大会によっては競技開始前日や競技期間中の一日をレスト・デイとして競技をおこなわず、参加者の準備作業や休息にあてることもある。
コースは基本的に一般の生活道を用いて構成され、そのほとんどが未舗装路である。一般的なダート・ロードや水が流れた跡に生じたクリーク（溝）、砂漠地帯では砂丘の中を走破したり、山岳地帯では岩盤が剥き出しの路面や、大小の岩石がゴロゴロところがるような過酷な路面状況の時もある。また、天候によっては腰よりも深い川を何回も渡ることを強いられる時がある。他の国際ラリーのように、現地住民が居住する区域での速度計測などの規制を設けることは少なく、走行時の安全性の確保は競技参加者にゆだねられており、参加者の自主性を重んじるようになっている。
ゴールおよび翌日のスタート地点は通称「ビバーク」と呼ばれ、本部部隊が設営され食事の供給と車両の整備、宿泊をするようになっている。食事は主に日本から持参したレトルト食品が主体であり、まれに現地で放牧されている羊や牛を調達・調理する事もある。整備については、投光器とエア・コンプレッサ、ガス溶接機が用意される。また、廃オイルの回収もできる。宿泊は基本的に参加者が持参した装備（テント・寝袋）で行うこととなる。期間中1日から2日は観光客用宿泊施設（通称：ツーリスト・キャンプ、ほとんどがゲルまたはパオと呼ばれる現地式のフェルト布を用いた住居を利用）を利用することがある。
自然や環境には配慮し、モンゴル国の全面支援のもと、自然保護区や希少動物生息域はルートに含まないなどの配慮もされている。ホランと呼ばれる野生の馬の一種やゴビヒグマの生息域をルートからはずした経緯がある。

### 競技
ラリールートは、SS（エスエス）と呼ばれる競技区間とリエゾンと呼ばれる移動区間で構成される。基本的に競技結果の優劣は、競技区間の所要時間の短い順で評価される。各ルートのスタートおよびゴールの時間、途中のチェックポイントの到達時間などは全て計測され、ルートによって決められた最大許容時間（マキシマム・タイム）を超過した場合は、適宜設定されたペナルティ・タイムが所要時間に加算され、最終的な所要時間となる。走行距離は短い時で300kmから、長い時は700kmを越えることもある。
ラリールートはコマ地図と呼ばれる、距離・区間・分岐や景観を簡単に図示したものを用いて示される。コマ地図は大会開始前日に主催者から支給される。また、コマ地図にはところどころに緯度・経度が記されており、参加者が装備しているGPS機器により、その位置を確認することができるようになっている。
他の国際ラリーの多くが競技の安全性と難易度確保のために、競技区間のスタート地点を当日のスタート地点から離れた所に設定することが多いのに比べて、このラリーでは移動区間は必要最低限に留められ、その日のスタート・ゴール地点がすべて競技区間となる日も少なくない。その点は競技の純粋度が向上する結果となり、参加者にとっては評価が高い点である。このような設定ができるのもモンゴルの人口の少なさと遊牧という生産形態ゆえの人口密集度の低さによるものである。

### 車両
- 競技に使う車両二輪車がメインとなり、その他四輪車やトラック（カミオン）、バギーなどの参加もある。
  - 1995年の第1回大会は二輪車のみ競技対象であった。その後、四輪も競技対象となった。
- 基本的に市販車をベースとして、改造クラスと無改造クラス、および各クラスのなかで排気量別にクラス分けをおこなう。また、実際の参加は少ないが、二輪四輪通じてプロトタイプ車両の参加も認められている。

### 参加者
ダカール・ラリーのような著名な大会には、プロフェッショナル・ライダー・ドライバーが参加したり、車両メーカーによるワークス・チームが参加することがしばしばであるが、この大会の参加者の多くはアマチュアのライダー・ドライバーである（車両もプロトタイプは少なく、市販車がベースである）。
また、主催団体が日本であることや参加車両の輸送拠点が同様に日本であること、欧米などの地域からモンゴルおよび日本に車両を輸送するには費用がかさむことなどから、参加者の多くは日本人である。これに、開催国であるモンゴルから数人のライダーが参加する。過去には主催団体とつながりの深かった、ベルギー人のガストン・ライエ（モトクロス世界チャンピオン、パリ・ダカール・ラリー優勝）が参加したことがある。
四輪部門では日本のプロフェッショナル・ドライバーである長谷見昌弘が数回にわたって参加したことがある。またダカール・ラリーで、日野自動車からのワークス・チーム参戦で活躍している菅原義正が競技者・主催者側スタッフとして参加している。2009年からは世界ラリー選手権（WRC）やダカール・ラリーでも活躍した篠塚建次郎も主催者側スタッフに加わっている。
特に二輪部門においては、ダカール・ラリーなどの大規模国際ラリーへの登竜門的存在として、将来ダカール・ラリー出場を希望する若手ライダーの参加も多い。

### 競技の安全性確保
過去、多くの国際ラリーで競技中に少なからず死亡を伴う事故が発生してきた。競技という性格上ある程度やむを得ないことではあるが、危機管理・リスク対応など競技オペレーションによって最悪の事態を回避することも可能であることが多い。ラリーレイド・モンゴルも安全面には十分に考慮されたオペレーションがなされている。次にその例を挙げる。
- PC（パス・チェック）の設置
通過チェックとも呼ばれ、競技参加車が規定のルートを走行したかをチェックすることが本来の目的ではあるが、ここの通過記録により参加者の動性を掴むことが可能である。
- RCP（レスト・コントロール・ポイント）
休憩・給油をおこなう箇所である。おおむね各日のルートの半ばに設定されることが多い。ここでは、強制的に1時間の休憩が義務つけられる。
- 非常食および飲料水携行の義務化
万一遭難した際に、72時間程度を自活するために2000Kcal以上の非常用食料の携行が、参加者に義務付けられる。また、飲料水として通常時で1.5リットル、砂漠地帯は3リットルの水の携行を義務付けられる。なお、前述の非常食の他に主催者より通称「ランチパック」と呼ばれる、飴や菓子を詰め合わせにした食料セットが毎日参加者に支給される。
- 無線機器の携帯
非常時の緊急連絡のために、主催者よりトランシーバーが貸与される。バッテリー搭載のものではあるが、救援が長期化することに備えて参加車両には 12Vのシガーソケット・アダプターを取り付けることが義務付けられている（これは大会前の車検の時に審査される）。ただし、トランシーバーなので実際電波の届く距離は10kmから15km程度にとどめられる。毎時5分から10分間は、主催者側の無線機器がすべて波長を合わせ、競技参加者からの連絡に備えるようになっている。
- 医療スタッフの同行
参加者の日常の健康管理と、万一に備えて支援部隊には医療スタッフが同行する。負傷時の診断や場合によっては簡単な手術を行うこともある。
- 医療機器
単純な負傷に対応できる薬品や医療機器を常備する。伝染病などに対応するワクチンもある程度は用意されている。また、携帯式の簡易手術室も設営可能である。特に骨折などの負傷診断を確実にするために、レントゲン機器も用意されている（撮影は、大会に同行するカメラマンが行うことが多い）。
- 安全装備
ヘルメットやニー（膝）パットの装着に加え、脊椎パットの装着も義務付けられている。また、コマ地図を装着するマップ・ホルダーなどをハンドル部に取り付けないなどの制約も設けている。
- 緊急輸送
各日のルートは、主催者の用意するヘリコプターの航行可能距離の範囲内で設定される。また、ローカル空港を経由することも含めて、首都のウランバートルまで負傷者を搬送できる体制が整えられる。また、大会期間中は中国の北京、場合によっては日本まで負傷者を搬送できる体制が整えられている。

各大会とも若干の負傷者が発生してはいたが、第7回大会までは死亡事故はなかった。最終の第8回大会で二輪の競技参加者がクリーク（溝）に転落して死亡するという事故が起きている。この時は競技期間中に発見できず、モンゴル国警察と主催者およびモンゴル人競技参加者有志による捜索活動が長期にわたっておこなわれ、数か月を経て発見されるという結果となった。検死の結果、死因は頚椎骨折による即死であった。しかし総合的に見ても、大きな危険の伴う同種の競技大会としては、競技参加者・主催者側・報道関係者を含めて非常に負傷者の少ない安全な大会であったということができる。

### 支援体制
大会期間中は、本部部隊とおおむね2隊で構成されるビバーク設営部隊が中心となる。本部部隊は主にヘリコプターを使用した機動部隊で、主要機材の輸送やルート視察・負傷者の救出や搬送作業もおこなう。医療スタッフも本部部隊と行動を共にすることが多いが、自動車で移動することもある。設営部隊は交互に次のビバーク予定地に先行到達して、ビバークを開設することが主な役割である。また、リタイア車両の回収のために、通称「カミオン・バレイ」と呼ばれるトラックを主体にした部隊がルートの最後尾を走行し、リタイアした参加者と車両の回収を行う。この部隊は基本的にラリー・ルートをオン・コースで移動するため、ラリー本部隊よりもおおむね1日から2日程度遅れて追走する形となる。また、期間中はウランバートルに事務局が置かれ、現地の日本大使館や官公署とのやりとり、緊急対応をすることになる。

### 各大会の概要
| 回 | 年     | 期間                        | 走行距離 (km)             | ETAP数 | 2輪参加台数 | 2輪完走台数       | 4輪参加台数 | 4輪完走台数 |
| -- | ------ | --------------------------- | ------------------------- | ------ | ----------- | ----------------- | ----------- | ----------- |
| 1  | 1995年 | 7月1日 - 7月14日（10日間）  | 約5000                    | 10     | 80          | 28（完走率22.5%） |             |             |
| 2  | 1996年 | 8月13日 - 8月27日（10日間） | 5260（うちSS 4425.32）    | 10     | 40          | 16                | 7           | 5           |
| 3  | 1997年 | 7月19日 - 8月2日（10日間）  | 5242                      | 10     | 45          | 22                | 8           | 5           |
| 4  | 1998年 | 7月19日 - 8月2日（10日間）  | 5083.16（うちSS 4395.83） | 10     | 27          | 15                | 5           | 3           |
| 5  | 1999年 | 8月11日 - 8月20日（10日間） | 4099.02（うちSS 3324.31） | 8      | 48          | 24                | 3           | 3           |
| 6  | 2000年 | 8月14日 - 8月21日（10日間） | 3583.1                    | 8      | 28          | 21                | 9           | 9           |
| 7  | 2001年 | （8日間）                   | 3410.8（うちSS 3324.31）  | 8      | 30          | 27                | 5           | 5           |
| 8  | 2002年 | 8月12日 - 8月19日（8日間）  |                           | 8      |             |                   |             |             |